# Зейберт, Адольф Фридрих
Адольф Фридрих Зейберт (нем. Adolf Friedrich Seubert; 1819—1880) — немецкий военный теоретик, драматург, поэт.
Участвовал в датско-прусской войне 1864 г. и франко-прусской кампании.

## Автор книг
- «Основы тактики пехоты» (нем. «Elementartaktik der Infanterie»; 1860),
- «Стратегия датских военных действий в Ютландии» (нем. «Die Kriegführung der Dänen in Jütland»; 1864),
- «Тактика современности» (нем. «Taktik der Gegenwart»; 1875).

Зейберту принадлежат также драматические произведения «Lichtenstein», «Ein deutscher Prinz», «Der Sohn des Kammerdieners» и др., стихи, переводы (например, изданный в 1875 в Лейпциге том переводов Байрона).